# 2MASS J13004255+1912354
2MASS J13004255+1912354 ist ein Brauner Zwerg im Sternbild Haar der Berenike. Er wurde 2000 von John E. Gizis et al. entdeckt.
Er gehört der Spektralklasse L1 an. Wie bei anderen Braunen Zwergen der Spektralklasse L dominieren auch in seinem Spektrum Metallhydride und Alkalimetalle. Seine Position verschiebt sich aufgrund seiner Eigenbewegung jährlich um 1,48 Bogensekunden.